# 11693 Ґрантелліотт
11693 Ґрантелліотт (11693 Grantelliott) — астероїд головного поясу, відкритий 20 березня 1998 року.
Тіссеранів параметр щодо Юпітера — 3,511.